# CUFFS
CUFFS는 일본의 성인 게임, 에로게 제작 회사이자 브랜드명이다. 대표작으로는 요스가노소라가 있으며, 하위 브랜드로는 CUBE가 있다. 예전에는 Sphere였다.

## 브랜드 별 분류

### CUFFS
- 요스가노소라
- 가든

### CUBE
- 여름비